# عبد الدائم الكحيل
المهندس عبد الدائم صالح الكحيل ( 10 مايو 1968) مدينة حمص في سوريا باحث في مجال الإعجاز العلمي في القرآن والسنة النُبوية ولهُ العديد من الأعمال المنشورة.

## المؤهلات العلمية
- يحمل إجازة في الهندسة الميكانيكية من جامعة دمشق 1997.
- حاصل على دبلوم في التربية من كلية التربية بجامعة دمشق 2001.
- دبلوم دراسات عليا في هندسة ميكانيك السوائل 1999.

## النشاط الفكري
- شارك في العديد من الندوات والمؤتمرات العالمية، منها المؤتمر العالمي الثامن للإعجاز العلمي في الكويت عام 2006، والندوة الثانية للإعجاز بدبي عام 2007، والتي أقامتها جائزة دبي الدولية للقرآن الكريم.[2]
- لديه عدد من الأبحاث والاكتشافات العلمية الجديدة في الإعجاز العلمي في القرآن والسنة النبوية، ومن أهمها اكتشاف النظام الرقمي للرقم سبعة في القرآن.
- يحرص على متابعة كل جديد في أخبار العلم والحقائق العلمية، والبحث عن الآيات القرآنية والأحاديث النبوية الشريفة التي تتحدث عن هذه الحقائق
- عضو الهيئة العالمية للإعجاز العلمي في القرآن والسنة

## الأعمال المنشورة
من الأعمال المهمة التي قام بإنجازها: أكبر برنامج لإحصاء القرآن الكريم لخدمة ابحاث الاعجاز الرقمي في القران الكريم 
صدر له أكثر من أربعين كتاباً وكتيباً ومن آخرها كتاب إشراقات الرقم سبعة في القرآن الكريم، والذي أصدرته جائزة دبي الدولية للقرآن الكريم وكان هذا الكتاب فاتحة إصداراتها في سلسلة الدراسات القرآنية.
- روائع الإعجاز العلمي في القرآن الكريم – دار مهرات بحمص.
- الله يتجلى في آياته – دار الرضوان بحلب.
- أسرار الكون بين العلم والقرآن – بإشراف الموقع.
- معجزة السبع المثاني - دار الرضوان بحلب.
- أسرار (الم) في القرآن الكريم – دار الرضوان بحلب.
- حقائق تكشف أسرار القصة القرآنية – دار ابن القيم بدمشق.
- معجزة القرن الحادي والعشرين - دار الرضوان بحلب.
- معجزة (قل هو الله أحد) – دار منار بدمشق.
- معجزة القرآن في عصر المعلوماتية - دار الفكر بدمشق.
- معجزة (بسم الله الرحمن الرحيم) – دار الرضوان بحلب.
- الإعجاز القَصَصي في القرآن الكريم – دار الرضوان بحلب .
- آفاق الإعجاز الرقمي في القرآن – دار وحي القلم.
- سلسلة الإعجاز العلمي في القرآن والسنّة (كتيبات 1-12).
- سلسلة معجزة الرقم سبعة في القرآن الكريم (كتيبات 1-12).
- أسرار إعجاز القرآن: 70 حقيقة رقمية تشهد على صدق القرآن – دار الرضوان بحلب.

## وصلات خارجية
- الموقع الرسمي للمؤلف حلة الاعجاز في القران
- السيرة الذاتية
- موسوعة الاعجاز العلمي في القران والسنة
- الإعجاز العددي والرقم 7
- الإعجاز الغيبي
- الإعجاز في الفلك